# Clock of the Long Now

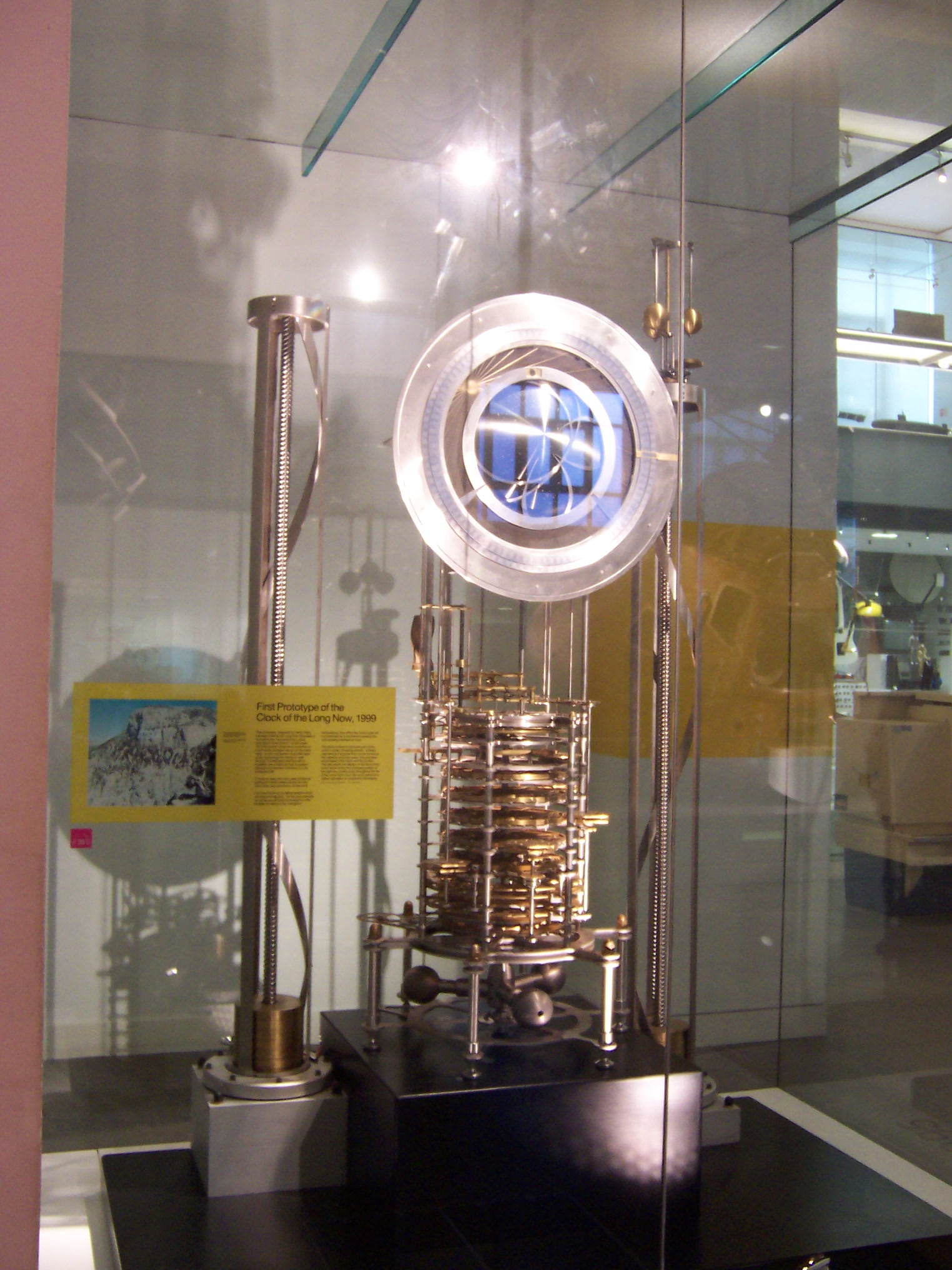
Det första uret, på Londons tekniska museum.

Clock of the Long Now, även kallad 10 000-årsklockan, är ett mekaniskt prototypur som är konstruerat för att visa rätt tid i 10 000 år. Byggnadsprojektet är en del av stiftelsen Long Now Foundation. 
Projektet skapades av den amerikanske uppfinnaren och entreprenören Danny Hillis 1986 och den första prototypen av uret började gå den 31 december 1999, precis i tid för att visa millennieskiftet. Vid midnatt på nyårsaftonen skiftade urets räkneverk från 01.999 till 02.000, och slagverket slog två gånger. Prototypen, som är cirka två meter hög, finns på Londons tekniska museum.
Sedan december 2007 finns ytterligare två senare versioner av uret på The Long Now Museum & Store vid Fort Mason Center i San Francisco.
Det första fullskaliga uret bekostades med hjälp av en donation på 42 miljoner dollar från Jeff Bezos och uret finns på dennes egendom i Texas.

## Syfte
Uret är ett av flera delprojekt i Long Now Foundation, som vill främja ett långsiktigt tänkande. För att citera Stewart Brand, som är en styrelseledamot i stiftelsen:
| ” | En sådant ur kan, om det är tillräckligt imponerande och väl konstruerat, förkroppsliga själva begreppet tid för folk. Det bör vara karismatiskt att beskåda, intressant att tänka på, och berömt nog för att bli en offentlig ikon. Helst skulle det påverka tanken på tid, på samma sätt som satellitbilder på jorden gör för tanken på vår miljö. Den typen av ikoner, påverkar människors sätt att tänka. | „ |

## Konstruktion
| ”                                    | Jag vill bygga ett ur som tickar en gång om året. Millennievisaren flyttas en gång vart hundrade år och "göken" kommer fram vid millennieskiftet. Jag vill att "göken" ska komma fram varje årtusende de närmaste 10 000 åren. Om jag skyndar mig kan klockan bli färdig i tid för att göken ska hinna komma ut för första gången. | „ |
| – Danny Hillis, The Millennium Clock | |   |

De grundläggande konstruktionsprinciperna och villkoren för uret är:
- Livslängd: Uret ska vara korrekt även efter 10 000 år och får inte innehålla värdefulla delar (till exempel smycken, dyra metaller eller speciallegeringar, som kan öka risken för plundring).
- Underhåll: Framtida generationer ska kunna underhålla uret, om nödvändigt, med material och verktyg som inte är mer avancerade än vad som fanns redan på bronsåldern.
- Transparens: Uret ska vara begripligt utan att det ska behöva stannas eller tas isär, ingen funktionalitet skall vara dold.
- Utveckling: Det bör vara möjligt att förbättra uret med tiden.
- Skalbarhet: För att säkerställa att det slutliga stora uret ska fungera korrekt, måste mindre prototyper byggas och testas.

Ingen klocka kan ha en garanterad livslängd på 10 000 år, men vissa ur har inbyggda begränsningar (till exempel kommer ett ur med en fyrsiffrig display att inte visa rätt år efter år 9999.) Med löpande underhåll kan Clock of the Long Now förväntas kunna visa rätt tid i 10 000 år.
Huruvida ett ur faktiskt skulle få fortsatt omvårdnad och underhåll under så lång tid är diskutabelt. Hillis valde målet på 10 000 år, just för att det skulle vara rimligt. Det finns tillverkade föremål, som fragment av krukor och korgar, som är 10 000 år gamla, så det finns vissa prejudikat för detta även om många tillverkade föremål normalt har en livstid på bara några århundraden.

### Kraftkällor
Många alternativ övervägdes för som kraftkälla för uret, men de flesta förkastades på grund av deras oförmåga att uppfylla kraven. Till exempel skulle kärnkraft och solenergi inte kunna uppfylla kraven på transparens och livslängd. Till slut beslöt Hillis att använda gravitationen, i form av ett lod, som kräver ett relativt måttligt underhåll.

### Tidmekanism
Mekanismen för ett ur, med denna förväntade livslängd, måste vara både tillförlitlig, robust och noggrant gjord. De alternativ som övervägdes utan att väljas var:

#### Möjliga regulatorer
De flesta av dessa metoder är oprecisa (uret blir sakta mindre korrekt) men pålitliga (uret kommer inte plötsligt att sluta fungera). Andra är mer precisa, men inte transparenta.
- Pendel (missvisar över tid och har många rörliga delar som skapar slitage)
- Torsionspendel (längre mellan slagen, men även mindre exakt)
- Svänghjul (mer missvisande än pendeln)
- Vattendrift (missvisande och vått)
- Fast materialflöde (missvisande)
- Slitage och korrosion (mycket missvisande)
- Rullande kulor (mycket missvisande)
- Diffusion (missvisande)
- Stämgaffel (missvisande)
- Tryckkammarcykel (missvisande)
- Centrifugalregulator (missvisande)
- Atomur (inte transparent, svårt att underhålla)
- Kvartsoscillator (inte transparent, svårt att underhålla)
- Atomärt sönderfall (inte transparent, svårt att mäta exakt)

#### Möjliga externa tidangivelser
Många av dessa möjliga metoder är korrekta (vissa externa cykler är mycket enhetliga över längre tid), men otillförlitliga (uret kunde sluta fungera helt och hållet, om det inte gick att spåra en extern händelse ordentligt). Andra har separata problem.
- Dagstemperaturcykel (osäker)
- Säsongstemperaturcykel (oprecis)
- Tidvattenkrafter (svår att mäta)
- Inertialsystem (svårt att mäta exakt)
- Stjärnpositioner (otillförlitligt på grund av väder)
- Solposition (otillförlitligt på grund av väder)
- Tektoniska rörelser (svåra att förutse och mäta)
- Orbital dynamik (svår att skala)
- Mänskliga rutiner (alltför beroende av enskilda människor).

Hillis drog slutsatsen att ingen enskild regulationsmetod kunde uppfylla kraven. Som en kompromiss användes en otillförlitlig men noggrann timer för att justera en missvisande men pålitlig timer, vilket skapar en faslåst slinga.
I den nuvarande utformningen reglerar en långsam mekanisk oscillator, baserad på en vridande pendel, gången på ett missvisande men tillförlitligt sätt. Vid middagstid kommer solljuset, som är korrekt men av väderskäl otillförlitligt, att koncentreras till metallsegment via en lins. Metallsegmentet utvidgas av ljuset och återställer uret till middagstid. Kombinationen kan i princip åstadkomma både tillförlitlighet och noggrannhet över tid.

### Visning av tid och datum
Många av de vanliga enheter som visas på olika urverk, som timmar och datum, kan ha liten betydelse efter 10 000 år. Varje mänsklig kultur räknar dock dagar, månader (i någon form) och år, vilka alla bygger på mån- och solcykler. Det finns också längre naturliga cykler, som den 25 765 år långa precessionen av jordaxeln. Å andra sidan är tidmätning en produkt av vår historia och det framstår som lämpligt att hålla fast vid våra nuvarande system för tidmätning. I slutändan landade det i att både visa de naturliga cyklerna och några av de nuvarande kulturella cyklerna.
Urets centrala del har en urtavla med ett stjärnområde, vilket visar både siderisk tid och precessionen i zodiaken. Runt detta återfinns en display som visar positionen för solen och månen på himlavalvet, liksom månfas och månvinkel. Utanför denna finns en efemeridisk urtavla, som visar året enligt den Gregorianska kalendern. Uret har en fem-siffrig display, som visar innevarande år i ett format som "02.000" istället för det mer vanliga "2000" (för att undvika Y10K-problem. Hillis' och Brands planer var från början att begränsa mekanismens energibehov till att enbart mäta tiden och att energi för displayvisning måste tillföras externt.

### Tidberäkning
Flera olika alternativ har beaktats för den del av uret, som ska åskådliggöra den valda regulatorns informationsenheter, som exempelvis analoga visare, elektronik, hydraulik, flödesteknik och mekanik.
Ett problem med att använda en konventionell kuggväxel (som har varit standardmekanismen för det gångna årtusendet) är att kuggväxlar fordrar ett direkt förhållande mellan tidpunktens källa och displayen. Den erforderliga noggrannheten för förhållandet ökar med den tid som skall mätas (exempel: för en relativt kort tidsperiod kan man utgå från 29,5 dagar per månad, men ska utväxlingen stämma i 10 000 år– är siffran 29,5305882 ett mer exakt val.)
Att uppnå sådana exakta förhållanden med kuggväxlar är i princip möjligt, men metoden har ändå nackdelar då den med tiden förlorar både noggrannhet och effektivitet på grund av friktionsbaserat slitage. Istället använder uret den binära digitala logiken, i en mekanisk form, i en sekvens av staplade binära adderare (eller som dess uppfinnare Hillis kallar dem, en seriell bit-adderare). I själva verket utgör omvandlingslogiken en enkel digital dator (mer specifikt en digital differentiell analysator), baserad på mekaniska hjul och länkarmar istället för elektronik. Datorn har en noggrannhet på 32 bitar, där varje bit representeras av en mekanisk hävarm eller ett stift, som kan vara i ett av två lägen. Denna binära logik kan (likt ett stoppur) endast detektera förfluten tid, som sedan justeras utifrån den lokala soltiden (middagstid) som förlänger eller förkortar en löpares slag med hjälp av en justerbar kamcykel.
En annan fördel med den digitala datorn jämfört med en traditionell kuggväxel är att den är utvecklingsbar. Exempelvis beror antalet dagar per år på jordens rotationshastighet, som minskar ytterst lite mätbart utan att kunna förutsägas med precision. Detta kan dock vara tillräckligt för att till exempel förändra månfasen med några dagar på 10 000 år. Det digitala systemet gör det möjligt att justera förhållandet, utan att stoppa uret, om dagens längd förändras på ett oväntat sätt.

### Lokaliseringar
Stiftelsen The Long Now Foundation har köpt toppen av Mount Washington i Nevada, som ligger i Great Basin nationalpark, för en permanent placering av uret. Det planeras att inrymmas i en serie rum (de långsammaste mekanismerna synliga först) i de vita kalkstensklipporna, cirka 3000 meter ovanför Snake Range. Den isolerade platsens torra klimat med lågt ekonomiskt värde, ska naturligt skydda uret från korrosion, vandalism eller annan typ av oönskad påverkan. En bidragande faktor till att detta område valdes var också att det här finns ett antal dvärgträd som lär vara nästan 5 000 år gamla. Klockan ska monteras nästan helt under jord och ska endast nås till fots från öst när det står färdigt.
Innan byggandet av det offentliga uret i Nevada, byggs en fullskalig prototyp i ett berg nära Van Horn i Texas. Testborrningarna för den underjordiska konstruktionen startade 2009. Platsen ingår i en egendom som tillhör Jeff Bezos (grundare av Amazon.com), som också finansierar dess konstruktion. Lärdomarna i byggandet av den första fullskaliga 10 000-årsklockan kommer att tillvaratas i den slutliga versionen i Nevada.

## Inspiration och stöd
Projektet drivs av Long Now Foundation, som också stöder ett antal andra mycket långsiktiga projekt, som exempelvis Rosettaprojektet (för att bevara världens språk) och Long Bet Project.
Författaren Neal Stephensons roman Anathem var delvis inspirerad av hans engagemang i projektet, som låg till grund för en del material. Stiftelsen säljer ett soundtrack för romanen, där vinsten går till projektet.
Musikern Brian Eno är upphovsman till urets namn och myntade även begreppet "Long Now" i en essä. Eno har också samarbetat med projektet genom att skriva musik till slagverket för en framtida prototyp.